# Giovanni Battista Coletti
Giovanni Battista Coletti (* 8. Dezember 1948 in Treviso) ist ein ehemaliger italienischer Fechter.

## Erfolge
Giovanni Battista Coletti gewann bei Weltmeisterschaften mit der Mannschaft 1975 in Budapest die Bronzemedaille, ehe er 1977 mit ihr in Buenos Aires Vizeweltmeister wurde. Bei den Olympischen Spielen 1976 gewann er in Montreal gemeinsam mit Attilio Calatroni, Carlo Montano, Stefano Simoncelli und Fabio Dal Zotto im Mannschaftswettbewerb die Silbermedaille. Nach drei Siegen in der ersten Runde und Erfolgen über die Vereinigten Staaten und Frankreich traf die italienische Equipe im Finale auf Deutschland, dessen Mannschaft das Gefecht mit 9:6 gewann. Mit der Degen-Mannschaft wurde Coletti Siebter.